# Unité urbaine de Villemoustaussou
L'unité urbaine de Villemoustaussou est une unité urbaine française centrée sur la ville de Villemoustaussou, dans département de l'Aude. 

## Données générales
En 2010, selon l'INSEE, l'unité urbaine de Villemoustaussou est composée de deux communes, toutes situées dans le département de l'Aude, plus précisément dans l'arrondissement de Carcassonne.
L'unité urbaine de Villemoustaussou est un pôle urbain de l'aire urbaine de Carcassonne.

## Délimitation de l'unité urbaine de 2010
L'unité urbaine de Villemoustaussou selon la nouvelle délimitation de 2010 et population municipale de 2014.
| Nom              | Code Insee | Département | Statut       | Superficie (km2) | Population (dernière pop. légale) | Densité (hab./km2) | Modifier                                    |
| ---------------- | ---------- | ----------- | ------------ | ---------------- | --------------------------------- | ------------------ | ------------------------------------------- |
| Villegailhenc    | 11425      | Aude        | banlieue     | 4,78             | 1 687 (2022)                      | 353                | modifier les données · modifier les données |
| Villemoustaussou | 11429      | Aude        | ville-centre | 11,94            | 4 434 (2022)                      | 371                | modifier les données · modifier les données |

## Évolution démographique
| 1968  | 1975  | 1982  | 1990  | 1999  | 2009  | 2014  | 2015  | 2018  | 2021  |
| ----- | ----- | ----- | ----- | ----- | ----- | ----- | ----- | ----- | ----- |
| 2 010 | 2 724 | 3 529 | 4 066 | 4 022 | 4 871 | 5 972 | 6 024 | 6 158 | 6 139 |

## Sources
1. ↑  Composition communale de l'unité urbaine de Villemoustaussou selon le nouveau zonage de 2010
2. ↑  Population légale de l'unité urbaine de Villemoustaussou